# Parlung Zangbo
Der Parlung Zangbo (engl. Parlung Tsangpo) ist ein 266 km langer linker Nebenfluss des Yarlung Zangpo im Osten des autonomen Gebietes Tibet (VR China).

## Flusslauf
Der Parlung Zangbo verläuft größtenteils im Kreis Bomê. Er wird vom Lhegugletscher gespeist. Er fließt in westnordwestlicher Richtung durch das Hochgebirge. Dabei wird er im Süden von einem hohen vergletscherten Gebirgskamm flankiert. Am Oberlauf befinden sich die Seen Ranwu Tso und Anmu Tso. Die Nationalstraße G318 folgt dem Flusslauf. Der Parlung Zangbo nimmt den Bode Zangbo rechtsseitig auf. 40 km oberhalb der Mündung trifft der Yiwong Zangbo ebenfalls von rechts auf den Parlung Zangbo. Anschließend wendet sich der Fluss nach Süden und mündet schließlich in den Yarlung Zangbo. Das Einzugsgebiet des Parlung Zangbo ist 28.631 km² groß.

## Wasserkraftnutzung
Es gibt Planungen für mehrere Wasserkraftwerke entlang dem Flusslauf des Parlung Zangbo. In Flussabwärtsrichtung sind dies: Sumdzom (320 MW), Pome (580 MW), Sothang (840 MW) und Palong (2760 MW).